# Ґосцишка-Баракі
Ґосцишка-Баракі (пол. Gościszka-Baraki) — село в Польщі, у гміні Кучборк-Осада Журомінського повіту Мазовецького воєводства.
У 1975-1998 роках село належало до Цехановського воєводства.